# Kula World
Kula World es un videojuego de puzle de la PlayStation desarrollado por Game Design Sweden AB y distribuido por SCEE.

## El juego
Tu conduces una pelota por un laberinto formado por cubos 3D. Tu objetivo es conseguir la llave o llaves que abren la puerta de salida.

## Elementos en el juego
- Las Llaves: Abren la puerta de salida.
- Las gafas de sol: Te permiten ver los cubos transparentes por un tiempo.
- Las monedas: Cógelas para conseguir más puntos.
- El reloj de arena: Dan la vuelta al cronómetro, de modo que si tienes poco tiempo conseguirás más tiempo y viceversa.
- Las píldoras: Estas extrañas píldoras harán que avances más lentamente por unos segundos, mientras que el cronómetro se gasta a mayor velocidad.

### Las frutas
- Manzana
- Sandía
- Calabaza
- Plátano
- Fresa

Por cada 5 frutas que recojas avanzaras un nivel de bonus en el que conseguir más puntos. Tu objetivo en estos niveles será tocar todos los bloques y conseguir monedas. 

## Tipos de bloques
- Normal/sólido: Es un bloque rígido y sólido.
- Resquebrajado: Al rodar por encima se deshace.
- Pinchos: Puedes pasar por arriba siempre que los pinchos estén escondidos.
- Bote o salto: Te hacen sobrevolar tres bloques.
- Hielo: La pelota avanza muy rápido y no puedes controlarla, solo saltar para esquivar peligros.
- Flecha: Te hacen avanzar hacia la dirección a las que apunta, no puedes retroceder.

También hay otros tipos de bloques, dentro de la categoría sólidos:
- Hierro
- Metálico
- Funky
- Disco

## Escenarios del juego
Egipto:
Los primeros 15 niveles, de una dificultad más bien sencilla. Introducen las cosas básicas, como los elementos que dan puntos, las frutas, el bonus, los pinchos, y las píldoras, que hacen que vayas más lento
Colinas:
Más complicados, en los cuales se introduce el suelo que se cae
Inca:
Se introduce el fuego, el suelo invisible, los pinchos móviles (que suben y bajan) y no es tan sencillo este grupo de niveles
Ártico:
Introducen el hielo, y son niveles más complicados
Lejano Oeste:
Introducen las flechas, que son de obligación cumplirlas, además de los transportadores, que te llevan de uno a otro dependiendo del color, y si están apagados habrá que buscar el interruptor. También introducen los bloques que se mueven. En el bonus salen los bloques que aparecen y desaparecen, pero no salen hasta el siguiente bloque de niveles.
Campos:
Aquí introducen los bloques que aparecen y desaparecen, y las pastillas saltarinas, que no pararan de hacerte saltar. En este nivel es en el único que hay unos cazadores con forma de pelota de fútbol.
Atlántida:
Aquí se introduce el láser, que si lo tocas... además de las gafas de sol, que son para ver bloques invisibles. 
Neblina:
Estos niveles introducen el suelo que se ve bien de lejos pero de cerca no, varios niveles son solo palabras, como "smile, coin..."
Marte:
Penúltimo bloque, en el cual no se introduce nada, en estos dos bloques se pone a prueba todo
Infierno:
Aquí es el final, en el cual hay 15 niveles muy difíciles. Los dos últimos niveles son difíciles realmente, pero el último bonus sí que es verdaderamente difícil.
- Datos: Q2707840